# Frediano Manzi
Frediano Manzi (Gallipoli, 16 agosto 1960) è un attivista e imprenditore italiano.

## L'avvio dell'attività imprenditoriale
Frediano Manzi giunge a Milano con i suoi genitori di origine pugliese nel 1975 e acquista insieme a loro un primo negozio di fiori nel 1979. Manzi avvia così la sua attività nel campo del commercio e della vendita dei fiori. Nei primi anni Novanta arriva a gestire dodici negozi nel capoluogo lombardo. La sua attività nel tempo si estende anche in alcuni comuni a Nord di Milano, dove l'imprenditore pugliese apre alcuni punti vendita al dettaglio.

## Il "pizzo" pagato alla Sacra Corona Unita e l'inizio della denuncia del racket e dell'usura
Dal 1990 al 1993 Manzi paga regolarmente il pizzo dalla famiglia pugliese dei Caputo, legata alla Sacra Corona Unita, che a Milano aveva il monopolio del mercato dei fiori. Dal 10 al 15 gennaio 1993 i Caputo distruggono cinque chioschi di fiori di proprietà di Manzi, a causa della sua impossibilità di continuare a pagare il pizzo. Manzi decide allora di denunciare i fatti alla Direzione Distrettuale Antimafia di Milano.

## La nascita di Sos Racket e Usura
A seguito dei fatti che hanno interessato direttamente la sua attività imprenditoriale e della sua successiva denuncia, Manzi fonda nel 1997 l'associazione Sos Racket e Usura e riesce a coinvolgere, attraverso la sua militanza politica con Rifondazione Comunista, personaggi di spicco della politica regionale e nazionale. L'associazione vede tra i fondatori Umberto Gay, capogruppo di Rifondazione Comunista a Palazzo Marino e Milly Bossi, moglie del presidente dell'Inter Moratti, garanti i deputati Giuliano Pisapia, presidente della commissione Giustizia della Camera e Nichi Vendola, vicepresidente della Commissione Parlamentare Antimafia.

### La condanna del fratello
Sempre nel 1997, viene condannato per estorsione e usura il fratello, Silvio Manzi, anche lui attivo nel campo del commercio dei fiori. Questo è il primo di una lunga serie di episodi controversi che caratterizzeranno, d'ora in poi, le azioni che Manzi intraprenderà per contrastare l'illegalità mafiosa nel Milanese.

### Continuano le denunce e iniziano le minacce
Nel febbraio '98, l'associazione Sos Racket e Usura organizza a Milano la prima conferenza nazionale su "Strategie e prevenzioni per sconfiggere le piaghe sociali di racket e usura", con relatore Nichi Vendola. Manzi chiede la revisione della legge sull'usura “decentrando alla Prefettura la gestione del 10 per cento del Fondo nazionale, semplificando l'iter burocratico per accedere al sostegno, confiscando immediatamente i beni agli usurai per poi riutilizzarli subito a favore delle vittime, dando vita a pool antiusura e antiracket nelle maggiori procure italiane”.
Sempre nel febbraio 1998, Manzi denuncia l'usura dei “cambisti” che operano nei pressi del casinò di Campione d’Italia. Nel 2003 è la volta del casinò di Lugano, anch'esso oggetto dell'attenzione di Manzi e della sua associazione.
Nel maggio 1998, a seguito dell'attività contro racket e usura, la sede dell'associazione di cui Manzi è presidente subisce un attentato e viene distrutta da ignoti. Subito si ipotizza che si possa trattare di minacce di stampo mafioso.
Nel frattempo l'azione di denuncia di Manzi non si arresta. È dell'ottobre '98 l'esposto presentato in Procura contro centinaia di società finanziarie milanesi non accreditate che si pongono come abilitate a concedere prestiti, incassano i soldi dai clienti e poi non concedono il prestito promesso.
Tra il 1998 e il 1999, l'associazione Sos Racket e Usura ha effettuato 1127 interventi a Milano e in Lombardia: di questi, 187 si sono trasformati in denunce per estorsioni, usura e truffe attraverso agenzie finanziarie. Ma il volontariato su cui si basa l'associazione non basta e Manzi denuncia per la prima volta di essere stato abbandonato dall'amministrazione comunale milanese all'epoca guidata dal sindaco Gabriele Albertini, che aveva promesso di sostenere le attività antiracket assegnando una sede all'associazione, ma non ha ottemperato all'impegno preso.
Nel giugno 1999 Manzi viene candidato in Consiglio di zona a Milano con Rifondazione Comunista.
Nel dicembre 1999 avviene un altro attentato di stampo mafioso direttamente rivolto contro Manzi. Ignoti hanno sparato raffiche di mitra contro la sua abitazione. Il vicepresidente della Commissione Antimafia Nichi Vendola presenta un'interrogazione parlamentare al ministro dell'Interno nella quale afferma: “Mi sento vicino a chi fa questo lavoro di confine. È incredibile che quanto successo a Frediano sia considerato dalle istituzioni meno grave di uno scippo. È incredibile che chi vuole alimentare un allarmismo diffuso sugli scippi, si rifiuti di parlare dell'attività di denuncia fatta da questa associazione sulle finanziarie, sul riciclaggio in una città a grave rischio mafioso come Milano”. Manzi ritorna ad attaccare Comune, Provincia e Regione per il loro mancato sostegno alla sua associazione antiracket.
Nel gennaio 2005 Manzi ritorna a segnalare la situazione di grande difficoltà in cui si trovano le vittime di usura che decidono di denunciare. Manzi lamenta l'eccesso di burocrazia che scoraggia le denunce e non agevola l'accesso delle vittime al fondo statale antiusura.

#### Il racket delle case popolari a Milano
L'associazione da lui fondata nel frattempo estende la sua battaglia all'abusivismo nei quartieri popolari di Milano. Manzi avvia una serie di indagini sul campo, andando a intervistare, mediante questionari scritti, i residenti delle case popolari Aler e chiede loro se sono a conoscenza di occupazioni abusive degli appartamenti e se nei quartieri in cui vivono vi siano delle piazze di spaccio di droga.
Nel 2009, Manzi e la sua associazione dimostrano che nelle case popolari di via Padre Luigi Monti, è largamente diffusa l'occupazione abusiva degli appartamenti di proprietà Aler o gestiti dal Comune di Milano in attesa di assegnazione. La gestione dell'occupazione degli stabili è in mano alla famiglia mafiosa di origine siciliana dei Pesco-Cardinale, capeggiata da Giovanna Pesco, che si fa pagare dagli 800 ai 1.500 euro per aprire gli appartamenti liberi in attesa di essere assegnati secondo regolare graduatoria.
La denuncia di Manzi, che riprende con una microcamera la contrattazione, fa scattare il blitz della Squadra mobile di Milano.
Per questa sua denuncia, Manzi riceve una nuova intimidazione, questa volta presso uno dei suoi negozi di fiori.
A seguito delle indagini avviate grazie alle segnalazioni di Manzi, nel 2010 vengono allontanati dalle Forze dell'ordine 25 abusivi da 5 appartamenti Aler e i membri della famiglia Pesco-Cardinale vengono condannati dalla magistratura per associazione a delinquere finalizzata all'occupazione abusiva di immobili.

#### Il Premio Isimbardi della Provincia di Milano
L'attività di denuncia contro il racket delle case popolari portata avanti da Sos Racket e Usura viene riconosciuta dalla politica milanese. Manzi riceve nel 2009 il “Premio Isimbardi” della Provincia di Milano per essersi distinto “in modo particolare nel sostegno e nell'attenzione verso coloro che contrastano il potere malavitoso. Frediano Manzi rappresenta concretamente tutti i cittadini onesti che in Italia lottano contro il crimine organizzato”.

#### La denuncia di tangenti dei vertici Aler
Nel marzo 2010, Manzi presenta un esposto alla Procura di Milano contro i vertici dell'Aler. Nel documento, l'attivista antimafia accusa i dirigenti Aler di ricevere tangenti in cambio di gare manipolate per favorire gli amici di un consigliere comunale di Milano. In particolare, nell'esposto si fanno i nomi del direttore generale dell'azienda delle case popolari, Domenico Ippolito e di quello del direttore gestionale Marco Osnato, consigliere comunale e uomo di punta del PDL milanese e parente del ministro della Difesa Ignazio La Russa.
Come per il caso riguardante il racket delle case popolari, anche questa volta la denuncia di Manzi si dimostra fondata. Dopo un anno di indagini, nell'aprile 2011, vengono iscritte nel registro degli indagati con l'accusa di turbativa d'asta e corruzione sei persone, tra le quali Domenico Ippolito e Marco Osnato, oggetto della denuncia contenuta nell'esposto presentato da Manzi l'anno precedente. Sempre nell'ambito della stessa inchiesta, nel marzo 2012 viene iscritto tra gli indagati anche il fratello di Ignazio La Russa, Romano La Russa, all'epoca dei fatti assessore regionale alla Sicurezza della Regione Lombardia.

### Il primo tentato suicidio
Nonostante Manzi riesca a portare a termine numerose denunce sull'illegalità a Milano e nel suo hinterland, l'associazione si ritrova a dover far fronte a gravi ristrettezze economiche e all'isolamento istituzionale. Nel settembre 2010 Manzi tenta per la prima volta il suicidio assumendo 250 gocce di Valium. Viene salvato dai carabinieri che vengono avvisati da un conoscente. Si tratta del primo di una lunga serie di gesti e di proteste estreme ed eclatanti, attraverso cui Manzi cerca di ottenere la visibilità e il sostegno istituzionale di cui lamenta da tempo la mancanza.

### La collaborazione con i giovani IDV
Nel novembre 2010 l'associazione Sos Racket e Usura organizza, insieme con il dipartimento giovani dell'IDV Lombardia, una mobilitazione nei quartieri popolari di Milano. Vengono distribuiti oltre 1000 questionari conoscitivi in 10 punti strategici della città, relativi alla diffusione del fenomeno del racket delle case popolari. Manzi, per l'occasione, sottolinea che il partito di Antonio Di Pietro è rimasto l'unico a dargli effettivo sostegno e lamenta la solitudine in cui si svolge la sua azione di denuncia. Nel dicembre dello stesso anno, Manzi partecipa, insieme ai giovani dell'IDV e della Rete Antimafia di Brescia, a un presidio fuori dal Tribunale di Brescia nell'ambito del "processo Fortugno".

### Il primo sciopero della fame e della sete per cambiare la legge antiusura
A fine novembre, dopo il primo tentato suicidio, Manzi inizia uno sciopero della fame, della sete e dei medicinali salvavita per ottenere la modifica della legge antiusura 108/1996. In particolare il presidente dell'associazione Sos Racket e Usura chiede l'emendamento della norma che impedisce a tutti coloro che non hanno una partita iva di accedere ai fondi, l'accesso ai fondi in tempi ragionevoli, il sequestro delle oltre 2000 sedicenti società finanziarie che operano via web precipitando i cittadini nell'usura.
La protesta di Manzi si protrae per oltre una settimana, fino a quando un sit-in a cui partecipano l'onorevole PD Emanuele Fiano e Salvatore Borsellino, fratello di Paolo Borsellino, il giudice di Palermo ucciso dalla mafia siciliana il 19 luglio 1992. Fiano promette di portare le istanze di Manzi in Parlamento. A seguito delle promesse del parlamentare democratico, Manzi interrompe la sua protesta.

### Il “caso Ferrigno”
Un'altra operazione eseguita dalle forze dell'ordine grazie alla segnalazione di Manzi è quella relativa al prefetto Carlo Ferrigno, arrestato una prima volta nell'aprile 2011 e successivamente nel novembre 2012 per prostituzione minorile, millantato credito, rilevazioni di segreto d'ufficio e accesso abusivo a sistemi informatici.
Due donne si erano infatti rivolte all'associazione di Manzi e avevano raccontato di essere state oggetto di violenze sessuali da parte di Carlo Ferrigno, ex prefetto di Napoli e commissario nazionale anti-usura. Ferrigno aveva loro promesso l'accesso al fondo delle vittime del racket chiedendo in cambio prestazioni sessuali.

### La mobilitazione contro la nomina di Pietrogino Pezzano
Nel gennaio 2011 Manzi si oppone alla nomina di Pietrogino Pezzano alla guida dell'Asl Milano 1 decisa da Roberto Formigoni, governatore della Regione Lombardia.
Il nome di Pezzano, già direttore dell'Asl di Monza, compare in una fotografia scattata dai carabinieri nell'ambito dell'inchiesta “Infinito”, che porta nel luglio 2010 all'arresto di oltre 150 presunti affiliati alla ‘ndrangheta in Lombardia. Nell'immagine, Pezzano è in compagnia di due boss della mafia calabrese. La sua nomina a direttore della più grande Asl europea, solleva un coro di critiche da parte di molti sindaci dell'hinterland milanese e di alcuni politici regionali. Manzi organizza per l'occasione un referendum da sottoporre ai cittadini per chiedere a Formigoni di rivedere la sua decisione per motivi di opportunità.

#### "Milano come Scampia": la partecipazione al convegno sulle mafie in Lombardia
Il 13 gennaio 2011 Manzi partecipa al convegno "Mafia che bara in Lombardia", organizzato dall'IDV a Paderno Dugnano, dove nel 2009 i capi delle locali della 'ndrangheta lombarda tennero un incontro riservato al circolo Arci dedicato a Giovanni Falcone e a Paolo Borsellino. Nel corso del convegno, a cui prendono parte l'europarlamentare Luigi de Magistris, l'attore antimafia e consigliere regionale lombardo Giulio Cavalli, il giornalista Gianni Barbacetto e la direttrice dell'associazione antimafia "Saveria Antiochia OMICRON" Jole Garuti, Manzi denuncia pubblicamente il pesante condizionamento della criminalità organizzata in alcuni quartieri popolari di Milano, dove non è possibile recarsi se non con la protezione delle forze dell'ordine. Manzi paragona alcune zone del capoluogo lombardo a Scampia, sottolinea la gravità dei fenomeni del racket e dell'usura in Lombardia, dove molti imprenditori scelgono di non denunciare i condizionamenti mafiosi a cui sono sottoposti e rilancia la mobilitazione popolare contro la nomina di Pezzano, definendolo "l'amico dei boss" e annunciando la distribuzione di 500.000 questionari ai cittadini a cui si chiede di esprimersi nel merito della scelta di nominare il discusso dirigente sanitario a capo dell'Asl Milano 1.
Nell'aprile 2011, il Consiglio regionale della Lombardia vota una mozione per sollevare Pietrogino Pezzano dal ruolo di direttore generale dell'Asl Milano 1.

### Le armi clandestine nei campi rom
Manzi, nel febbraio 2011, riesce a portare a termine un'altra inchiesta. Entrando con una microcamera nascosta in un campo rom alla periferia di Milano, dimostra come sia facile acquistare un'arma clandestina, contrattando l'acquisto con alcuni capi rom del campo per 5.000 euro. La notizia viene ripresa dagli organi di stampa e l'Ansa trasmette il filmato in esclusiva.

### Continuano le minacce, la rinuncia alla “tutela dinamica”
Nel giugno 2011 l'attivista antimafia denuncia di essere stato speronato da un'autovettura e successivamente di essere stato oggetto di minacce davanti ai carabinieri della sua “tutela dinamica”, assegnatagli dalla Prefettura per le ripetute minacce subite nel corso degli anni. Manzi ritiene che questa volta le minacce siano giunte da un pregiudicato che lui stesso aveva denunciato alle forze dell'ordine in precedenza. A seguito di questo episodio avvenuto in presenza dei carabinieri, Manzi scrive una lettera pubblica al prefetto di Milano in cui afferma di volere rinunciare alla tutela a cui pure ha diritto, poiché la ritiene inadeguata al livello di pericolosità a cui è esposto.

### Il secondo sciopero della fame e della sete
Nel luglio 2011, Manzi riprende lo sciopero della fame e della sete perché la legge antiusura non è stata nel frattempo modificata in sede parlamentare. Ancora una volta Manzi lamenta l'abbandono delle istituzioni e della politica ed è costretto a chiudere temporaneamente il sito web della sua associazione per mancanza di fondi.

### Le minacce del boss della ‘ndrangheta Vincenzo Mandalari
Intanto nel settembre 2011 Manzi riceve una lettera di minacce dal presunto boss della ‘ndrangheta a Bollate Vincenzo Mandalari. Dal carcere di Ancona dove è detenuto a seguito della maxi operazione “Infinito”, l'affiliato alla mafia calabrese, rivolgendosi al direttore del penitenziario, si lamenta della sua immagine, che è stata infangata da Manzi. Il leader dell'associazione Sos Racket e Usura querela Mandalari per minacce. Manzi collega questo episodio all'attività antimafia che aveva svolto in passato a Bollate, dove il detenuto calabrese è accusato dalla magistratura di essere il referente della ‘ndrangheta. In particolare l'azione di denuncia di Manzi si era concentrata sulla ex-cava Bossi, una discarica abusiva dove aveva documentato un traffico illecito di rifiuti speciali, tra cui l'amianto. Oltre a ciò, Manzi era intervenuto in una seduta "aperta" del Consiglio comunale di Bollate nell'ottobre 2010, denunciando pubblicamente le attività criminali dello stesso Mandalari e aveva organizzato, insieme a Giulio Cavalli, un sit-in di protesta contro il presunto boss, denominato “No Mandalari-Day”.
A fine settembre 2011, Manzi, dopo l'ennesima intimidazione subita e lamentando una situazione di isolamento, dichiara di volere lasciare l'Italia e di abbandonare la sua attività di lotta all'illegalità.

### La denuncia del "sistema Rozzano"
Manzi torna sorprendentemente sulla scena a Rozzano. Il 19 luglio 2011 viene incendiata la panetteria di proprietà del consigliere comunale di maggioranza Domenico Anselmo. L'associazione Sos Racket e Usura si schiera apertamente con Anselmo, partecipa in ottobre ad un presidio cittadino in suo sostegno e si pone come elemento di supporto alle sue denunce. Infatti Anselmo, durante un consiglio comunale del settembre 2011, accusa il sindaco di Rozzano, Massimo D'Avolio, rappresentante del Partito Democratico, di conoscere il responsabile del rogo alla sua panetteria e riconduce l'atto intimidatorio alla mancata concessione di una licenza per l'apertura di una sala giochi. Nel frattempo, l'azione della magistratura porta all'arresto del mandante dell'attentato, Leonardo Triglione, lo stesso che si era visto respingere da Anselmo la richiesta per la licenza d'apertura della sala giochi. Le indagini giudiziarie evidenziano anche il ruolo assunto dal vicesindaco di Rozzano, Salvatore Rizza, che si era attivato, successivamente al rogo della panetteria, per sbloccare la concessione altrimenti ferma per l'opposizione di Anselmo. Concessione che, in seguito, viene effettivamente rilasciata.
La presenza sul territorio di Sos Racket e Usura al fianco di Anselmo spinge numerose persone a raccontare a Manzi il "sistema Rozzano" attraverso cui vengono assegnati gli alloggi popolari Aler. L'assessore ai Servizi Sociali Miriam Pasqui viene indicata dai cittadini come colei che assegna direttamente gli alloggi popolari attraverso favoritismi, voti e denaro, scavalcando la regolare graduatoria. In un filmato diffuso dall'associazione antiracket, l'assessore Pasqui sembra suggerisce a una richiedente alloggio di simulare una finta separazione in cambio dell'assegnazione della casa: "Vi separate legalmente e dopo io ve la trovo". Dalle denunce raccolte da Manzi appare evidente il coinvolgimento di tutta la giunta comunale, a conoscenza delle procedure illecite poste in essere dall'assessore. Manzi raccoglie le testimonianze come di consueto mediante videoinchieste registrate con una microcamera nascosta, le diffonde sul web, presenta un esposto alla magistratura e chiede che il Consiglio comunale di Rozzano venga sciolto per i fatti documentati. A seguito delle denunce di Anselmo e Manzi, il vicesindaco Rizza rassegna le dimissioni e del caso se ne occupa direttamente la Direzione Distrettuale Antimafia di Milano.

## La svolta del novembre 2011: Manzi indagato, patteggia
Le tormentate e controverse vicende di Manzi, contraddistinte da eclatanti denunce che hanno permesso l'avvio di importanti indagini da parte della magistratura e delle forze dell'ordine contro l'usura e il racket, da clamorose azioni di protesta e da un numerose minacce ricevute da ambienti mafiosi, hanno una svolta nel novembre 2011. Manzi viene indagato dalla Procura di Milano e da quella di Busto Arsizio per avere commissionato a un pregiudicato due attentati riconducibili alla sua attività commerciale. Due incendi del dicembre 2009 e del febbraio 2010, che sembravano essere tra i tanti episodi di intimidazione subiti da Manzi nel corso della sua attività di denuncia, per gli inquirenti sono stati organizzati dallo stesso leader antimafia, che ha pagato l'autore materiale del gesto 1.200 euro. Manzi ha ammesso le sue responsabilità, affermando di avere agito per dimostrare alle forze dell'ordine che le misure adottate per la sua sicurezza sarebbero state inadeguate in caso di attentati contro la sua persona. A seguito della sua ammissione di colpevolezza, Manzi ha patteggiato un anno e otto mesi di reclusione per simulazione di reato, incendio doloso in concorso e detenzione di materiale esplosivo.

### La collaborazione con Forza Nuova e il racket del “caro estinto”
Il contraccolpo che Manzi e la sua associazione devono subire è pesante. La credibilità dell'attivista antimafia, nonostante le numerose inchieste andate a segno, è duramente minata. In questo contesto di isolamento politico e istituzionale, Manzi si avvicina a Forza Nuova e vi aderisce nel marzo 2012. La scelta solleva molte polemiche sia a causa della recente ammissione di colpevolezza di Manzi in relazione ai finti attentati sia rispetto alla sua storica vicinanza con la sinistra. L'obiettivo dichiarato è quello di aprire, con l'aiuto del movimento politico di estrema destra, sedi antiracket in tutta Italia, partendo dal Meridione. L'attività di Manzi con Forza Nuova si concentra soprattutto in Sicilia, dove denuncia il fenomeno del racket nel settore delle pompe funebri negli ospedali di Trapani, Salemi, Castelvetrano, Mazara del Vallo, Palermo e Partinico.
Un terzo sciopero della fame e della sete viene intrapreso da Manzi a partire dal febbraio 2012 per protestare della mancata modifica della legge antiusura 108/1996. Forza Nuova organizza un sit-in all'esterno del teatro Elfo Puccini a Milano, durante un incontro a vent'anni da Tangentopoli e denuncia: “La casta parla, Manzi muore”.

#### Marzo-giugno 2012: tra sparatorie, speronamenti, proteste, blitz nei “Compro Oro” e armi clandestine
A marzo 2012 Manzi denuncia di essere stato vittima di un grave attentato. Nei pressi della sua abitazione a Lomazzo, viene raggiunto da un colpo di pistola che lo ferisce alla gamba, mentre un secondo colpo viene sparato a vuoto.
Un mese dopo il furgone che sta guidando viene raggiunto da un colpo di pistola. Manzi riesce a sfuggire all'attentato, ma finisce fuori strada per la paura.
Nel maggio 2012 si verifica un altro episodio su cui indagano le forze dell'ordine: mentre si trova a bordo della sua macchina, guidata da un conoscente, Manzi viene speronato in corsa da un veicolo condotto da uno sconosciuto. L'automobile di Manzi, a causa dell'urto, finisce in un fossato ai bordi della strada.
Il 1º maggio 2012 Manzi compie un'altra protesta simbolica e sale sulla torre dell'acquedotto di Garbagnate per denunciare l'abbandono in cui versano le vittime di usura che scelgono di denunciare i loro usurai.
Oltre a clamorose azioni di protesta, l'attività di Manzi si concentra, lungo tutto il 2012, sulla denuncia del fenomeno della ricettazione, in particolare nei numerosi “Compro Oro” presenti nell'hinterland milanese e ad Alessandria. Manzi riesce a documentare anche il traffico illegale di armi che avviene con la mediazione di una donna rom del campo di Baranzate, che gli vende una Beretta carica a 700 euro. L'inchiesta viene filmata con una microcamera, il servizio viene trasmesso in esclusiva dall'Ansa e i carabinieri arrestano la nomade in flagranza di reato.

#### La scomparsa volontaria
Dopo l'estate di Manzi si perdono le tracce. I familiari ne denunciano il suo allontanamento volontario dal 26 agosto 2012 e un suo conoscente afferma di avere ricevuto dallo stesso Manzi un video che testimonia le pesanti minacce e le ricorrenti intimidazioni che il leader antiracket subisce da tempo da parte di soggetti legati alla ‘ndrangheta.

#### L'azione dimostrativa contro Equitalia
Nel novembre 2012 Manzi torna alla ribalta della cronaca annunciando un quarto sciopero della fame, questa volta per protestare contro la decisione della Procura di Verbania che lo ha iscritto nel registro degli indagati per minacce a Equitalia, dopo che egli stesso, nei mesi di gennaio e febbraio 2012, aveva fatto recapitare provocatoriamente alla sede di Equitalia di Verbania un mazzo di fiori “in memoria delle vittime” della società pubblica, incaricata della riscossione nazionale dei tributi.

#### La sede prima assegnata e poi negata dal Comune di Milano
Pur attraversando periodi di forte difficoltà economica e lamentando un costante isolamento istituzionale, Sos Racket e Usura partecipa a un bando del Comune di Milano che prevede l'assegnazione di una sede per le associazioni attive sul territorio. Manzi afferma di avere vinto il bando, come comunicatogli inizialmente dal medesimo Comune, ma di non poter prendere possesso della sede assegnatagli a causa di un verbale stilato dalla Polizia Locale, che sottolinea come la zona dove la sede è ubicata sia ad elevato rischio per l'incolumità di chi lì vi operi. Pertanto, "al fine di salvaguardare l'incolumità dei componenti dell'Associazione e l'ordine pubblico si ritiene necessario interrompere il procedimento di assegnazione dell'immobile". Manzi accusa gli assessori Pierfrancesco Majorino e Lucia Castellano di essere di ostacolo alla risoluzione positiva della vicenda e attacca la Giunta Pisapia, accusata di fare "antimafia parolaia", nonostante lo stesso Manzi avesse in passato riconosciuto al sindaco di avere rotto un tabù, quando affermò che a Milano un commerciante su cinque paga il pizzo.

### La rottura con Forza Nuova
A fine 2012 Manzi interrompe bruscamente la sua collaborazione con Forza Nuova, accusata come gli altri partiti di non avere mantenuto la promessa di sostenere la sua associazione nella lotta al racket e all'usura in Italia. In particolare, Manzi lamenta la mancata apertura degli sportelli antiracket in tutte le regioni italiane.

### Altri tre tentativi di suicidio
Il 2013 si apre per Manzi con un secondo tentativo di suicidio, scongiurato dal pronto intervento dei carabinieri, allertati da un conoscente. In questa occasione il leader antimafia afferma di aver tentato di togliersi la vita a causa delle gravi difficoltà economiche e perché per la ‘ndrangheta è “un morto che cammina”.
Pochi giorni dopo Manzi si butta nel Lario, nei pressi del centro di Como e viene salvato dai sommozzatori dei pompieri di Mandello del Lario che lo recuperano dalle acque del lago semisvenuto e in stato di ipotermia. Manzi, ricoverato successivamente all'ospedale Sant'Anna di Como, dichiara di aver compiuto il gesto dopo aver ricevuto l'ennesima minaccia.

#### Il gesto estremo sotto la sede Rai di Milano
Il 5 febbraio Manzi si dà fuoco davanti alla sede Rai di Corso Sempione a Milano. Viene soccorso da un conducente ATM che spegne il fuoco con un estintore. Riporta gravi ustioni su volto, braccia e torace. Appena prima di darsi fuoco, Manzi ha avvisato alcuni giornalisti e ha consegnato una lettera per motivare il suo gesto. Nelle prime righe si legge: “Ho deciso di darmi fuoco per portare l'attenzione delle istituzioni su tutte le vittime dell'usura”.
Viene ricoverato d'urgenza in gravi condizioni all'ospedale Niguarda e resta per settimane in terapia intensiva, prima di essere trasferito al reparto "grandi ustionati" dell'ospedale milanese. Da lì, a distanza di oltre un mese dall'accaduto, diffonde alla stampa un comunicato in cui precisa le motivazioni del suo gesto estremo e chiede che venga istituita una commissione d'inchiesta sull'ex prefetto Carlo Ferrigno e la modifica della legge antiusura 108/96.
Viene dimesso dall'ospedale a fine aprile 2013, profondamente segnato nel fisico e dimagrito di 25 chili; manifesta l'inutilità di ribellarsi al racket e all'usura per la solitudine in cui lo Stato lascia le vittime, non adeguatamente assistite dalla legge antiusura che dovrebbe tutelarle.
Per sostenere le spese delle numerose terapie necessarie per la sua riabilitazione, viene aperto un conto corrente pubblico, dove vengono invitati tutti i cittadini sensibili alle lotte di Manzi a effettuare dei versamenti volontari e liberi.

## Manzi vittima di usura: lo strozzino è suo fratello
Dopo due anni di silenzio dedicati alle cure riabilitative, il presidente di Sos Racket e Usura torna alla ribalta della cronaca con una clamorosa denuncia: nel 2012 Manzi, per portare avanti l'attività dei chioschi di fiori che aveva avviato con la figlia, si era rivolto a suo fratello Silvio (già condannato nel 1997 per estorsione e usura) per avere da lui un prestito, pari a 50.000 Euro. Concesso inizialmente il prestito, il fratello avrebbe poi chiesto a Manzi di riavere indietro 90.000 Euro, quasi il doppio della cifra iniziale, perché c'era "gente pericolosa" che premeva per avere i soldi.
Il 17 luglio si è tenuta a Como la prima udienza del processo che vede Frediano Manzi vittima di usura da parte del fratello gemello Silvio.

## Curiosità
- Manzi è uno studioso di ufologia e del paranormale.[92] Nel 1993 è stato ospite di Gerry Scotti nella trasmissione televisiva "Ore 12" nel corso della quale si è discusso del caso dei rettiloidi avvistati nel Po.[93][94]
- Nel 2000 Manzi si è recato in Madagascar per documentare le condizioni dei detenuti delle carceri di massima sicurezza del paese africano. Dal viaggio è scaturito un reportage, girato insieme a Riccardo Broch, titolato "Tropical Lager Hotel", che ha avuto il patrocinio di Amnesty International.[95]